# SV Sodingen 1912
SV Sodingen 1912 is een Duitse voetbalclub uit Herne, Noordrijn-Westfalen.

## Geschiedenis
De club werd opgericht in 1912 in het toen nog zelfstandige Sodingen. Lange tijd speelde Sodingen in de lagere reeksen, maar na de Tweede Wereldoorlog kon de club enkele malen promoveren en speelde in 1950 voor het eerst in de II. Liga West en promoveerde twee jaar later naar de Oberliga West, de hoogste klasse. Stadsrivaal SC Westfalia 04 Herne speelde op dat moment niet in de hoogste klasse zodat Sodingen de eerste club van Herne was. Na twee middelmatige plaatsen werd de club vicekampioen in 1954/55. Hierdoor plaatste de club zich voor de eindronde om de landstitel. In een groep met 1. FC Kaiserslautern, Hamburger SV en BFC Viktoria 1889. Sodingen verloor slechts één wedstrijd, maar speelde wel drie keer gelijk waardoor ze slechts derde eindigden. De thuiswedstrijd tegen Viktoria Berlin werd gespeeld in de Glückauf-Kampfbahn, het stadion van FC Schalke 04. 80.000 mensen probeerde het stadion binnen te komen dat slechts plaats bood aan 40.000 toeschouwers. Uiteindelijk geraakten 55.000 mensen binnen en de wedstrijd moest meermaals onderbroken worden omdat toeschouwers op het veld stonden, Sodingen won uiteindelijk met 5:1.
De volgende seizoenen eindigde de club in de middenmoot tot een degradatie volgde in 1958/59. Tot 1963 speelde de club nog in de tweede klasse en speelde daarna enkel nog op amateurniveau.

## Eindklasseringen vanaf 1985
| Seizoen | Competitie                     | Niveau | Eindstand | DFB Pokal | Opmerking                                                  |
| ------- | ------------------------------ | ------ | --------- | --------- | ---------------------------------------------------------- |
| 1984/85 | Landesliga Westfalen           | V      | 1         | --        |                                                            |
| 1985/86 | Verbandsliga Westfalen-Südwest | IV     | 5         | --        |                                                            |
| 1986/87 | Verbandsliga Westfalen-Südwest | IV     | 13        | --        |                                                            |
| 1987/88 | Verbandsliga Westfalen-Südwest | IV     | 7         | --        |                                                            |
| 1988/89 | Verbandsliga Westfalen-Südwest | IV     | 11        | --        |                                                            |
| 1989/90 | Verbandsliga Westfalen-Südwest | IV     | 13        | --        |                                                            |
| 1990/91 | Verbandsliga Westfalen-Südwest | IV     | 13        | --        |                                                            |
| 1991/92 | Verbandsliga Westfalen-Südwest | IV     | 13        | --        |                                                            |
| 1992/93 | Verbandsliga Westfalen-Südwest | IV     | 9         | --        |                                                            |
| 1993/94 | Verbandsliga Westfalen-Südwest | IV     | 6         | --        |                                                            |
| 1994/95 | Verbandsliga Westfalen-Südwest | V      | 12        | --        | invoering Regionalliga                                     |
| 1995/96 | Verbandsliga Westfalen-Südwest | V      | 8         | --        |                                                            |
| 1996/97 | Verbandsliga Westfalen-Südwest | V      | 12        | --        |                                                            |
| 1997/98 | Verbandsliga Westfalen-Südwest | V      | 14        | --        |                                                            |
| 1998-01 | onbekend                       |        |           |           |                                                            |
| 2001/02 | Landesliga Westfalen-3         | VI     | 1         | --        |                                                            |
| 2002/03 | Verbandsliga Westfalen-2       | V      | 14        | --        |                                                            |
| 2003/04 | Landesliga Westfalen-3         | VI     | 1         | --        |                                                            |
| 2004/05 | Verbandsliga Westfalen-2       | V      | 10        | --        |                                                            |
| 2005/06 | Verbandsliga Westfalen-2       | V      | 13        | --        |                                                            |
| 2006/07 | Verbandsliga Westfalen-2       | V      | 14        | --        |                                                            |
| 2007/08 | Landesliga Westfalen-3         | VI     | 8         | --        |                                                            |
| 2008/09 | Landesliga Westfalen-3         | VII    | 12        | --        | invoering 3. Liga                                          |
| 2009/10 | Landesliga Westfalen-3         | VII    | 8         | --        |                                                            |
| 2010/11 | Landesliga Westfalen-3         | VII    | 8         | --        |                                                            |
| 2011/12 | Landesliga Westfalen-3         | VII    | 7         | --        |                                                            |
| 2012/13 | Landesliga Westfalen-3         | VII    | 10        | --        |                                                            |
| 2013/14 | Landesliga Westfalen-3         | VII    | 5         | --        |                                                            |
| 2014/15 | Landesliga Westfalen-3         | VII    | 3         | --        |                                                            |
| 2015/16 | Landesliga Westfalen-3         | VII    | 5         | --        |                                                            |
| 2016/17 | Landesliga Westfalen-3         | VII    | 2         | --        |                                                            |
| 2017/18 | Landesliga Westfalen-3         | VII    | 5         | --        |                                                            |
| 2018/19 | Landesliga Westfalen-3         | VII    | 1         | --        |                                                            |
| 2019/20 | Westfalenliga-2                | VI     | 14        | --        | competitie afgebroken i.v.m. coronapandemie.               |
| 2020/21 | Westfalenliga-2                | VI     | --        | --        | competitie afgebroken i.v.m. coronapandemie geen eindstand |
| 2021/22 | Westfalenliga-2                | VI     | 12        | --        |                                                            |
| 2022/23 | Westfalenliga-2                | VI     | 7         | --        |                                                            |
| 2023/24 | Westfalenliga-2                | VI     | 10        | --        |                                                            |
| 2024/25 | Westfalenliga-2                | VI     | 15        | --        |                                                            |